# Pierluigi Sopelsa
Pier Luigi Sopelsa (Firenze, 31 ottobre 1918 – Venezia, 18 agosto 2012) è stato uno scultore italiano.
Nasce a Firenze, ma pochi anni dopo la sua nascita la famiglia si trasferisce al Lido di Venezia.
Allievo dell'Accademia di belle arti di Venezia, studia scultura sotto la guida di Toni Lucarda, e si diploma negli anni '39 -'40.
Il suo sviluppo artistico va visto in relazione al contesto culturale veneziano di quegli anni nei quali fiorivano le prime attività della Biennale di Venezia e della Fondazione Bevilacqua la Masa, istituzioni a cui ha preso parte con entusiasmo proprio e della giuria, che ammirò in particolare un grande gesso intitolato Vecchio mondo opera di radice verista-espressionista dai tratti molto essenziali.

## Opere
Sempre teso alla elaborazione di un proprio linguaggio, Sopelsa ha fatto della scultura un mezzo di indagine della natura e uno strumento attraverso cui scoprire le leggi misteriose e perfette del divino.
Nella sua vasta produzione, infatti, è dominante il tema religioso e i suoi lavori arricchiscono molte chiese veneziane.
Nel 1986 per la chiesa di Santo Stefano, a Venezia, Sopelsa crea otto formelle narranti episodi tratti dal Vecchio e dal Nuovo Testamento, collocate sulla grande porta bronzea di ingresso al chiostro. In alto alla porta, i ritratti di tre papi veneziani, san Pio X, Giovanni XXIII e Giovanni Paolo I.
Numerosissime le opere al Lido di Venezia: nella chiesa di Sant'Antonio il monumentale altar maggiore, ornato dalle statue raffiguranti la Madonna, San Giuseppe, San Pietro, Sant'Antonio e San Marco, e il leggio di marmo bianco con la figura di una Madonna Accogliente rivolta a braccia tese verso i fedeli.

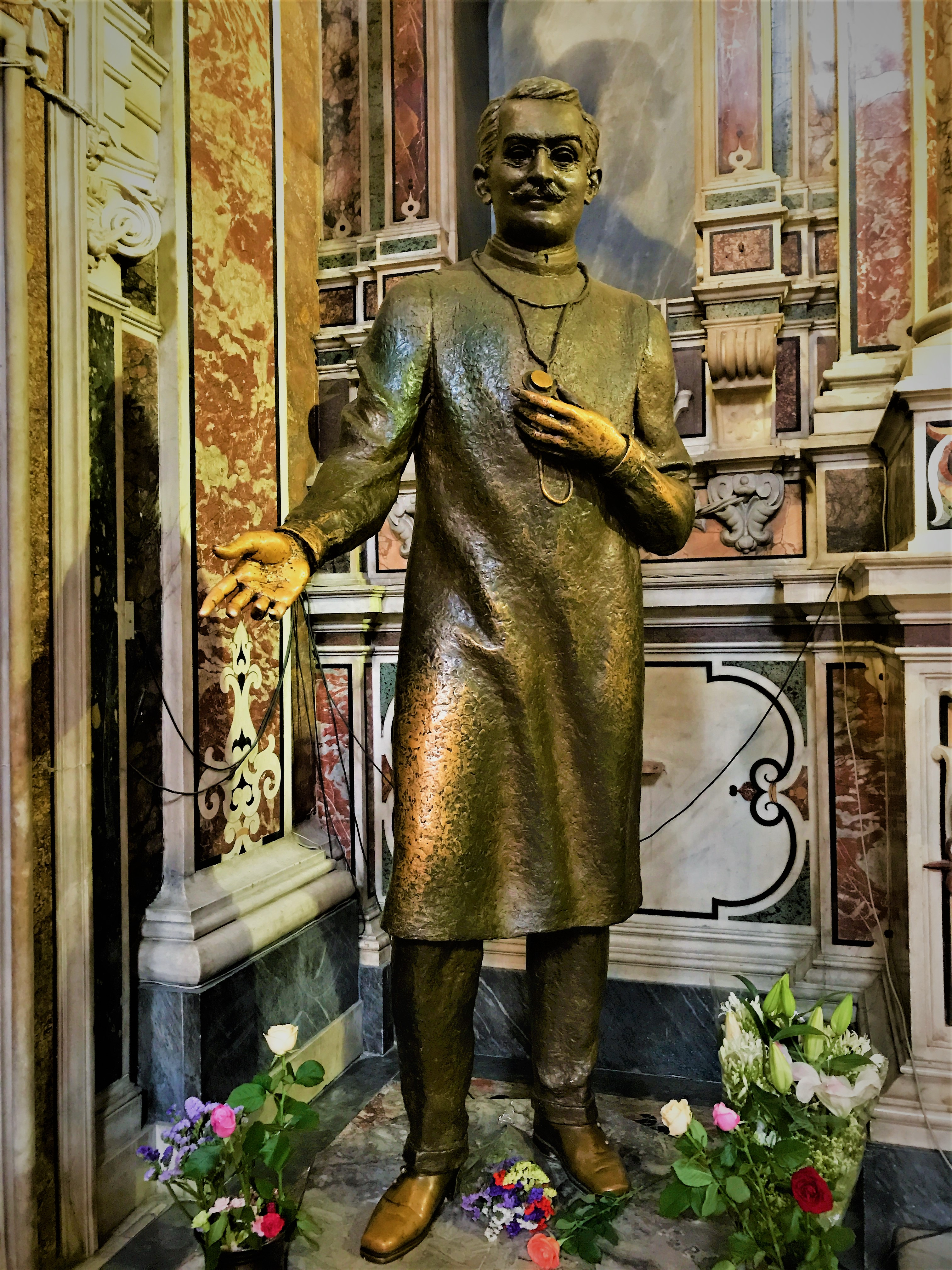
San Giuseppe Moscati, 1990, Napoli, chiesa del Gesù Nuovo

Del 1990 è la statua bronzea di San Giuseppe Moscati nella chiesa del Gesù Nuovo, Napoli.
Del 1991 è il capitello del piazzale, all'interno del quale viene collocata una statua in bronzo dorato raffigurante la Madonna che tiene stretto fra le mani un rosario.
Nella chiesa di Santa Maria Elisabetta, ancora al Lido, i due angeli offerenti che sostengono l'altare di legno risalgono al 1989; accanto sono posti un porta cero scolpito con le storie di Cristo e un leggio per le Sacre Scritture, recante le effigi simboliche dei quattro Evangelisti.
Sopelsa lavora anche per la terza chiesa parrocchiale del Lido, intitolata a sant'Ignazio, ideando una straordinaria Via Crucis in formelle di terracotta e i pannelli in bronzo dell'ambone.
Per l'ospedale San Camillo, realizza una Madonna col Bambino in bronzo, che ricorda quella esposta nella nicchia di piazzetta Sant'Antonio.
Infine, dalla chiesa delle Suore Bianche gli sono commissionati due angioletti portacandele.
Alcune sculture si trovano nel Seminario Patriarcale presso la basilica della Salute, nella chiesa della Madonna dell'Orto, nella chiesa veneziana di San Canciano (per la quale ha creato un busto di Santa Rita da Cascia) e a Pellestrina all'imbarco per il ferry-boat che conduce al Lido, dove una grande Madonna Accogliente apre maternamente le braccia verso i fedeli.
Molte altre opere sono collocate nella terraferma veneziana: a Ca' Savio, nella chiesa di San Francesco ad Litus (la statua del Santo, le formelle in bronzo della porta, il grande Cristo, una delle opere di maggior intensità), nella scuola media di Eraclea (per la quale ha creato un giovinetto che domina un puledro senza briglia e staffe), e a Marghera, nella chiesa di San Michele Arcangelo.
Nel 1988 Sopelsa partecipa alla mostra veneziana intitolata "La spiritualità nel mondo d'oggi", una rassegna d'arte sacra organizzata dall'UCAI (Unione Cattolici Artisti Italiani), alla quale Sopelsa partecipa con un Cristo portacroce in bronzo.
In tutti questi lavori, come quasi sempre nella sua arte, è forte il riferimento alla religiosità e alla sua profonda fede. Dice il maestro: «Sono credente. L'arte sacra mi dà la possibilità di creare col pensiero, di creare queste figure come le vedo secondo la fede».